# Karl Kiefer (Theologe)
Karl Kiefer (* 14. Dezember 1866 in Herrieden, Mittelfranken; † 25. April 1940) war ein römisch-katholischer deutscher Theologe und Kapitularvikar des Bistums Eichstätt.
Kiefer empfing am 15. März 1891 die Priesterweihe. 1893 wurde er Assistent im Bischöflichen Seminar, 1894 zum Dr. theol. promoviert und im gleichen Jahr zum Professor für Pastoraltheologie und für Moraltheologie am Bischöflichen Lyzeum Eichstätt berufen. Von 1899 bis 1924 hatte er in Eichstätt als Regens die Leitung des Priesterseminars und als Lyzealrektor die Leitung der Hochschule, an der die angehenden Priester studierten, inne. 1906 wurde Kiefer Domkapitular und 1926 Domdekan im Bistum Eichstätt. Nach dem Tode des Eichstätter Bischofs Johannes Leo von Mergel wurde er am 20. Juni 1932 zum Kapitularvikar gewählt. Vom neuen Eichstätter Bischof Konrad Graf von Preysing wurde er am 26. Oktober 1932 zum Generalvikar ernannt. Als Bischof Preysing bereits drei Jahre später Bischof von Berlin wurde, wurde Kiefer am 31. August 1935 nochmals zum Kapitularvikar gewählt.
Karl Kiefer war von 1893 bis 1938 Professor (bis 1895 Dozent) am Lyzeum Eichstätt. In diesen 45 Jahren unterrichtete er folgende Fächer: von 1893 bis 1894 Rubrizistik und liturgische Übungen, von 1894 bis 1895 Philosophie, von 1895 bis 1933 Moraltheologie, von 1896 bis 1907 Homiletik, im Jahre 1900 Dogmatik, von 1907 bis 1938 Pastoraltheologie, von 1909 bis 1910 und von 1911 bis 1912 Kirchenrecht sowie von 1910 bis 1912 und von 1915 bis 1916 Katechetik. Im November 1933 unterzeichnete er das Bekenntnis der deutschen Professoren zu Adolf Hitler.

## Schriften (Auswahl)
- Die Tugend der ausgleichenden Gerechtigkeit unter besondere Berücksichtigung des Bürgerlichen Gesetzbuches für Deutschland. Eichstätt 1905.
- Die Liebe zu Fürst und Vaterland : Rede beim Festakte d. Bischöfl. Lyzeums Eichstätt am 11. März 1911 anläßlich des 90. Geburtstages Seiner Königlichen Hoheit des Prinzregenten Luitpold von Bayern, Brönner, Eichstätt 1911.
- Konnersreuth im Lichte des Schrifttums und der Wirklichkeit. Eichstätt 1928. (Digitalisat)